# Leb deinen Traum
Leb' deinen Traum (tyska för "Lev din dröm"), singel sjungen av Jasmin Wagner (a.k.a. Blümchen), var reklamlåten till det tyska TV-programmet Popstars – das Duell, år 2003.

## Listplaceringar
| Lista (2004) | Topplacering |
| ------------ | ------------ |
| Österrike    | 52           |

### Fotnoter
1. ↑  ”Leb' deinen Traum”. Austriancharts. 6 mars 2003. http://austriancharts.at/showitem.asp?interpret=Jasmin+Wagner&titel=Leb+deinen+Traum&cat=s. Läst 12 juni 2013.